# Киселёв, Владимир Иванович (историк)
Влади́мир Ива́нович Киселёв (1924—2008) — советский и российский историк, доктор наук, специалист по истории Палестины. Много лет работал в Институте востоковедения АН СССР (РАН), в последнее время в должности главного научного сотрудника.
Известен также тем, что один из его аспирантов и будущий глава Палестинской Автономии Махмуд Аббас, защитил в 1982 году диссертацию, основные идеи которой рядом источников трактуются как отрицание Холокоста.

## Основные работы
- Киселёв В. И.  Республика Египет. М.: Знание, 1956;
- Киселёв В. И. Путь Судана к независимости. М.: Изд-во восточной литературы, 1958;
- Киселёв В. И. Палестинская проблема и ближневосточный кризис. — Киев: Политиздат Украины. — 1981. — 191 с.;
- Киселёв В. И. Палестинская проблема в международных отношениях: региональный аспект. — М.: Наука, 1988. — 240 с.